# 협심증
협심증(狹心症, angina 또는 angina pectoris)은 심근에 혈액을 공급하는 관상동맥이 좁아져 갑작스럽게 흉부 통증 또는 압박감(chest pain or pressure)을 느끼는 관상동맥 질환이다.

## 분류
- 안정형 협심증(stable angina) : 가장 흔한 종류의 협심증으로 운동, 활동의 증가로 발생된다. 흉통이 안정을 취하면 감소된다.
- 불안정형 협심증(unstable angina) : 갑작스러운 관상동맥 폐색 시에 발생하므로 흉통이 예고 없이 발생한다. 안정을 취해도 흉통이 감소되지 않으며 안정형 협심증에 비해 지속 시간이 길다.
- 이형성 협심증(variant angina) : 1~2개의 주 관상동맥 혈관의 경련이 원인으로 안정시에도 흉통이 발생하며 심근의 산소요구도보다는 관상동맥의 경련과 관련되어 있다. 변이형 협심증이라고도 불린다.

## 병태생리
좁아진 관상동맥으로 인해 심근에 산소공급이 원활하지 않아 심근이 국소적, 일시적인 허혈상태가 된다. 주로 죽상경화성 관상동맥질환을 가진 사람에게 발생한다.

## 증상
환자는 대부분 급성 통증 또는 운동이나 활동 시에 발생하는 통증을 호소한다.
대개 '가슴이 쥐어짠다', '가슴이 싸한 느낌이 든다'고 호소하며, 주로 가슴의 정중앙 또는 약간 좌측 부위에 통증을 호소하는 경우가 많다. 그러나 이러한 증상 없이도 '명치가 아프다' 또는 '턱끝이 아프다'라고 호소하는 경우도 있고, 전형적이지는 않지만 '속이 아프다', '가슴이 쓰리다'호소하는 환자도 있다.
흉통은 호흡곤란을 동반하는 경우가 많으며, 좌측 어깨 또는 좌측 팔의 안쪽으로 퍼지는(방사) 경우도 있다. 대개는 운동이나 활동을 할 때, 감정적인 스트레스를 받을 때 유발되는 경우가 많지만 관상동맥의 협착 정도가 아주 심하거나 급성으로 혈전이 생기는 경우에는 휴식 시에도 유발될 수 있으므로 이와 같은 경우는 특별한 주의가 요구된다.
흉통의 지속 시간은 대개 5분 이내이고, 30분 이상 지속되는 경우는 거의 없다. 또한 급성 심근경색증과는 달리 니트로글리세린 설하정을 혀 밑에 투여하면 통증이 호전되거나 소실되는 경우가 많다. 드물지만 경우에 따라서는 흉통을 호소하면서 갑작스런 실신이나 심장마비로 응급실에 내원하는 경우도 있는데, 이는 대부분 급성으로 광범위한 부위에 걸쳐서 심근 허혈이 발생했기 때문이다.

## 진단
협심증의 진단은 다음과 같이 이루어진다.
- 병력 확인
- 심전도 검사
- 관상동맥조영술
- 방사성동위원소 검사
- 심장 초음파

## 그 외
개, 고양이 등 애완동물들도 역시 협심증에 걸릴 수도 있다. 원인으로는 판막 이상에 의한 심장 질환을 위주로 발생된 것으로 보인다.